# Song-dynastie
De Song-dynastie (Chin.: 宋朝; Standaardkantonees: Song Tsiew, 960-1279) was een dynastie in China. Ten tijde van het aantreden van de Song-dynastie werd China voor het eerst sinds de val van de Tang-dynastie in 907 herenigd. Gedurende de tussenliggende jaren, bekend als de Vijf Dynastieën en Tien Koninkrijken was China verdeeld tussen een noordelijk en een zuidelijk deel waarin de verschillende regeringen elkaar in een hoog tempo aflosten.
De Song-dynastie kan verdeeld worden in twee afzonderlijke periodes: De Noordelijke Song en de Zuidelijke Song.

## Noordelijke Song
Ten tijde van de Noordelijke Song (960-1127), die ontstond toen keizer Zhao Kuangyin de laatste van de vijf dynastieën omverwierp en zelf de macht greep, regeerde de dynastie over heel China. In 978 versloeg ze het laatste van de zuidelijke koninkrijken. De hoofdstad was de noordelijke stad Kaifeng. In 1004 leed de Song-dynastie een zware nederlaag tegen de Liao-dynastie.
Na de inval van de Jurchen kreeg de Jin-dynastie het noorden van het land in handen. Het deel van het hof dat wist te ontsnappen, stichtte de Zuidelijke Song-dynastie.

## Zuidelijke Song
De Zuidelijke Song (1127-1279) ontstond toen het hof zich terugtrok ten zuiden van de rivier Jangtsekiang, waar ze van Hangzhou hun hoofdstad maakten.

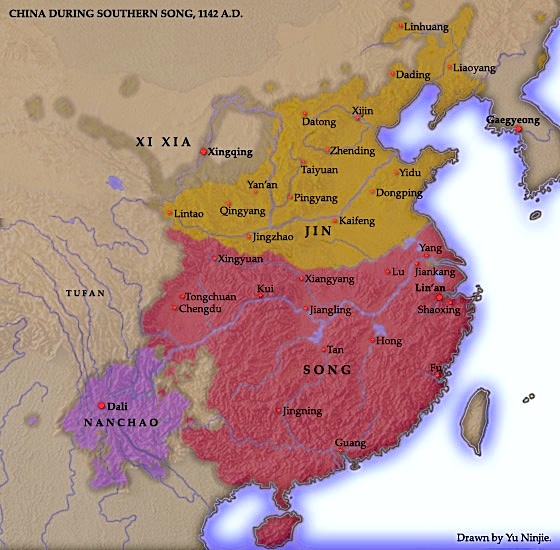
Kaart van China ten tijde van de Zuidelijke Song (ca.1142).

Onder leiding van de generaal Yue Fei 岳飛 ondernam het zuidelijke Song-rijk omstreeks 1140 een poging om Noord-China te heroveren. Yue Fei werd echter vermoord door hovelingen, die bang waren dat de militairen te veel macht zouden krijgen. Zij berustten erin dat 30% van de Chinezen onder vreemde heerschappij leefde, liever dan het gevaar te lopen dat China te militaristisch zou worden.
Deze antimilitaristische reflex van de Zuidelijke Song was op zich misschien lovenswaardig, maar zou op den duur de veiligheid van het land in gevaar brengen.
In 1234 werd de macht in Noord-China overgenomen door de Mongolen, die de Jin-dynastie omverwierpen en in 1271 de Yuan-dynastie uitriepen. De Yuan vernietigden in 1279, het jaar waarin Koeblai Khan Hangzhou veroverde, uiteindelijk de Zuidelijke Song. China werd hiermee opnieuw herenigd, ditmaal als onderdeel van een groot Mongools rijk.

## Kunst, cultuur en economie

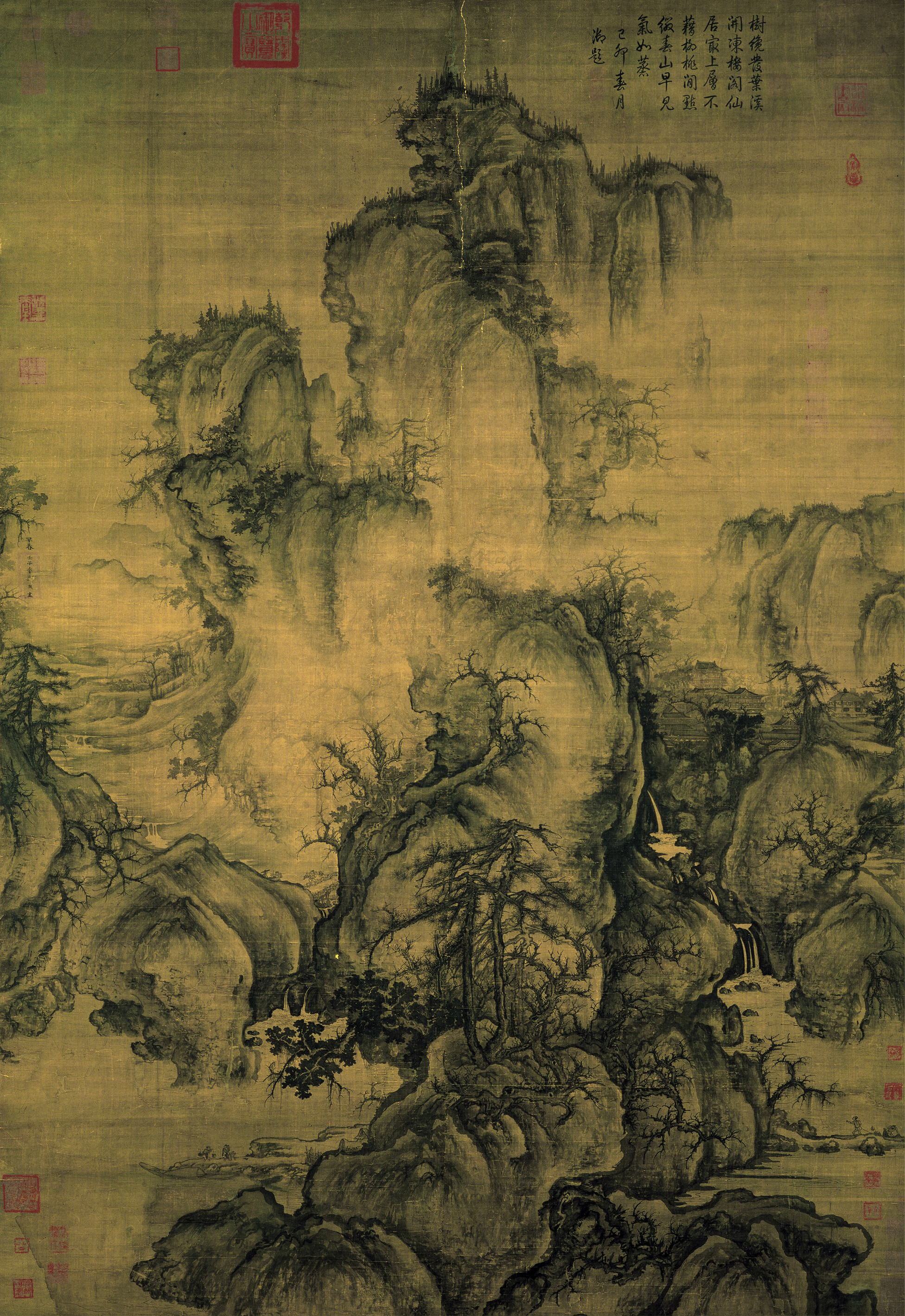
Vroege lente (1072) door Guo Xi, hangende rol met gewassen inkt en kleur op zijde, collectie Nationaal Paleismuseum

De oprichters van de Song-dynastie hadden een effectieve gecentraliseerde bureaucratie opgezet, met veel hoogopgeleide ambtenaren. Plaatselijke militaire gouverneurs en hun aanhangers werden vervangen door vanuit het hof aangewezen ambtenaren. Dit systeem van burgerbestuur leidde tot een grotere controle en meer macht in handen van de keizer dan bij eerdere dynastieën het geval was.
De Song-dynastie heeft veel gedaan aan de ontwikkeling van de steden, niet uitsluitend voor bestuurlijke doeleinden maar ook als centra voor handel, industrie en koopvaardij. De plaatselijke ambtenaren woonden in de provinciale centra tussen winkeliers, kunstenaars en handelaren. Er verscheen ook een welvarende middenstandsklasse. De steden waren voor die tijd ongekend groot; naar schatting had Hangzhou 1,5 miljoen inwoners, veel meer dan enige Europese stad in dezelfde periode. Op het hoogtepunt van de Song-dynastie overschreed de bevolking van China voor het eerst de 100 miljoen.
Met de verspreiding van de boekdrukkunst en het onderwijs groeide de handel en een markteconomie verbond de kustprovincies met het binnenland. Grondbezit en werken in dienst van de overheid waren niet langer de enige middelen om tot welvaart en aanzien te komen. De opkomst van papiergeld en een uniform belastingstelsel vormden de basis voor een echt landelijke handelsmarkt. Ten tijde van de zuidelijke Song kwamen er ook particuliere scholen en uitgeverijen.
Tegelijkertijd voltrok zich een soort van industriële revolutie in China. Volgens de historicus Robert Hartwell verzesvoudigde tussen 806 en 1078 de productie van ijzer per hoofd van de bevolking en in 1078 produceerde China 125.000 ton ijzer per jaar. Dit ijzer werd niet alleen voor massaproductie van goederen voor de eigen markt gebruikt, maar het werd ook geëxporteerd. Belangrijke Chinese uitvindingen uit deze periode zijn de heteluchtballon, het buskruit, het kanon, de vlammenwerper, de boekdrukkunst. Naast deze bekende uitvindingen werden in dezelfde tijd in China nog vele andere technologische vindingen gedaan.
Op cultureel gebied verfijnde men veel van de ontwikkelingen gemaakt in voorgaande eeuwen. Hierbij hoorde het ideaal van de universele mens die de kunsten van de leerling, dichter, schilder en staatsman verenigde, maar ook geschiedschrijving, kalligrafie en het maken van porselein. De wijzen van Song zochten antwoorden op allerlei filosofische en politieke vragen van Confucius' klassieken. Deze hernieuwde interesse voor de confucianistische idealen en de oude maatschappij viel samen met het verval van het boeddhisme, dat door de Chinezen werd gezien als vreemd en weinig behulpzaam bij het oplossen van politieke en andere problemen.

## Ondergang van de Zuidelijke Song
In 1276 vluchtte de keizerlijke hofhouding per boot naar Guangdong om een invasie door de Mongolen te ontlopen. Keizer Gong bleef achter. Alle hoop was gevestigd op twee jonge prinsen, broers van de keizer. De oudste, Zhao Shi, negen jaar oud, werd tot keizer uitgeroepen. Een jaar later vluchtte het hof eerst naar Mui Wo op het eiland Lantau en vervolgens naar een plaats die nu bekend is als Kowloon City, Hongkong. Zhao Shi werd nadat hij in het water gevallen was ziek en overleed, waarna zijn broer Zhao Bing (zeven jaar oud) hem opvolgde.
Op 19 maart 1279 werd het Song-leger verslagen in de Slag van Yamen, in de Parelrivierdelta. Volgens de Songshi, de officiële geschiedenis van de Song-dynastie, nam daarop de premier Lu Xiufu de jonge keizer op zijn schouders en sprong de zee in, waarop beiden verdronken. De vallei waarin de laatste keizers zich hebben opgehouden heet nog steeds de Tung Chung-vallei (vernoemd naar de Song-dynastie).

## Lijst van keizers

### Noordelijke Song
- Taizu (960-976)
- Taizong (976-997)
- Zhenzong (997-1022)
- Renzong (1022-1063)
- Yingzong (1063-1067)
- Shenzong (1067-1085)
- Zhezong (1085-1100)
- Huizong (1100-1126)
- Qinzong (1126-1127)

### Zuidelijke Song
- Gaozong (1127-1162)
- Xiaozong (1162-1189)
- Guangzong (1189-1194)
- Ningzong (1194-1224)
- Lizong (1224-1264)
- Duzong (1264-1274)
- Gongdi (1274-1276)
- Duanzong (1276-1278)
- Bingdi (1278-1279)